# Collegio dei gesuiti (Mazara del Vallo)
Il collegio dei Gesuiti con l'attigua chiesa di Sant'Ignazio è un importante complesso edilizio sito in piazza Plebiscito nel centro storico della città di Mazara del Vallo. Della chiesa oggi però resta solo il prospetto esterno e la parte basamentale interna.

## Storia

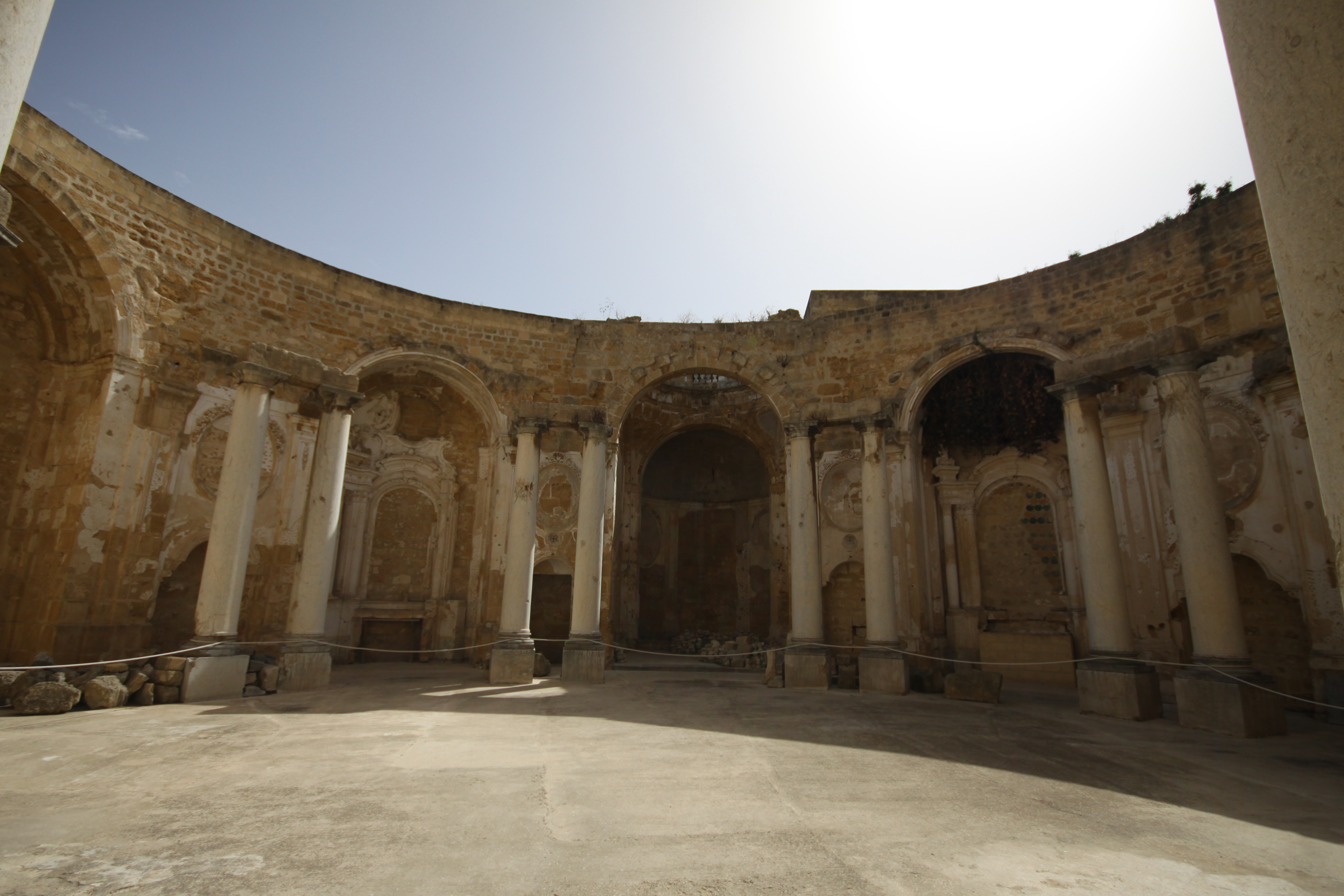
I resti della chiesa di S. Ignazio

La costruzione iniziò nel 1672 per terminare nel 1675 a opera dei gesuiti, su progetto dell'architetto Giacomo Napoli e fu un centro di studi con facoltà di Filosofia e Teologia. Nell'imponente facciata, su due elevazioni, si apre un grande portale barocco con telamoni, attribuito ad Angelo Italia, mentre il maestoso chiostro comprende 24 colonne doriche.

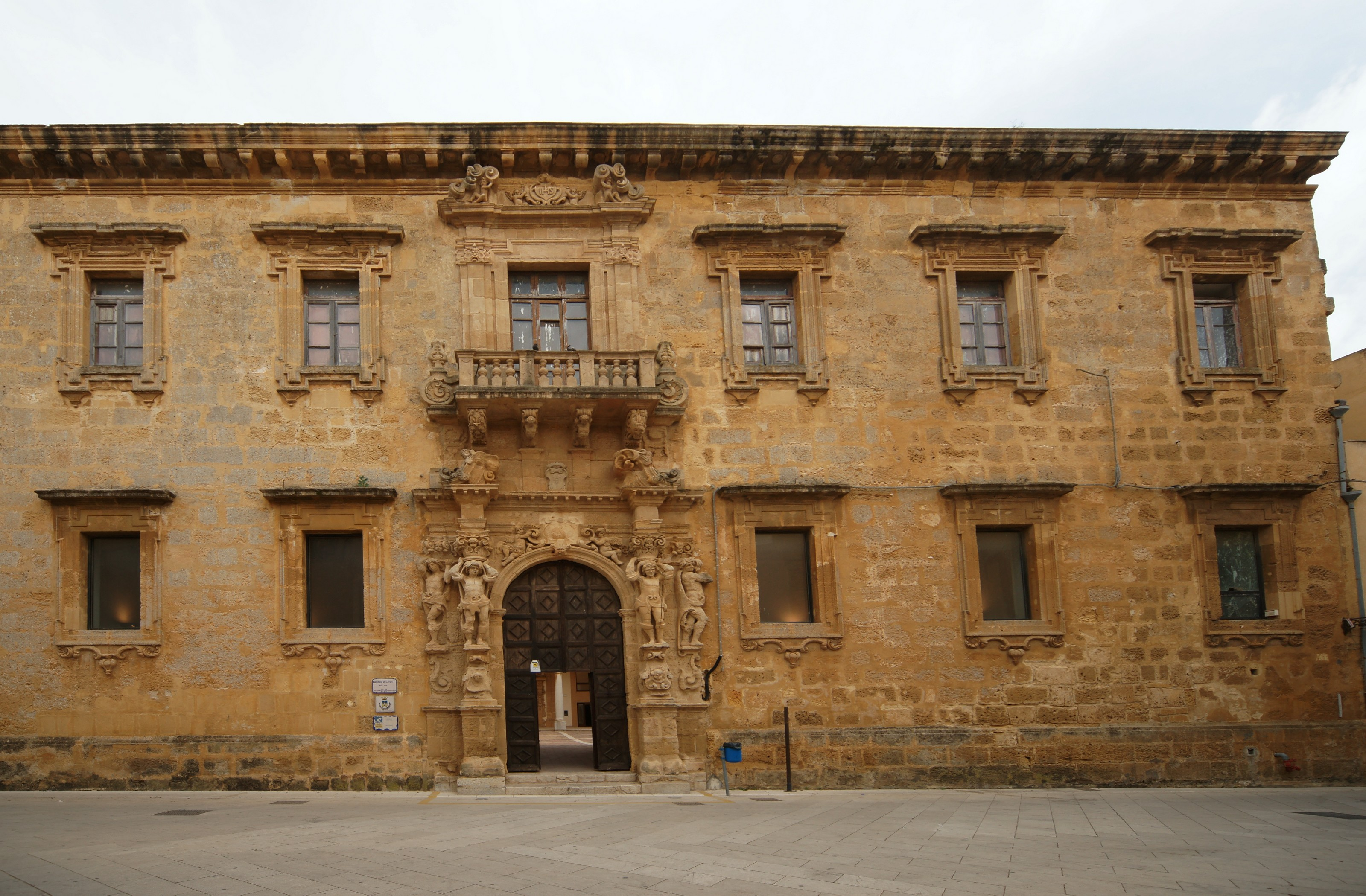
La facciata del collegio prima dei restauri

La chiesa di Sant’Ignazio fu eretta nel 1701, forse su progetto dell'architetto gesuita Angelo Italia, ma nuovi studi propongono un'attribuzione ad Andrea Pozzo. A pianta ellittica, presenta otto coppie di colonne. Della chiesa resta solo il prospetto e la parte basamentale, in seguito al crollo della cupola avvenuto nel 1936. I gesuiti nel 1770 lasciarono la città e i loro beni passarono sotto la giurisdizione della diocesi di Mazara del Vallo. Dopo l'unità d'Italia furono assorbiti dallo Stato.
Utilizzato dal comune prima come sede del Liceo Classico G.G. Adria, in seguito come museo civico e poi come centro polivalente di cultura e destinato a biblioteca, negli anni 2000 è stato sottoposto a restauro .
Il luogo espositivo comprende anche due sale utilizzate per l'esposizione di opere scultoree e grafiche dell'artista mazarese Pietro Consagra .